# American Football und Cheerleading Verband Hamburg
Der American Football und Cheerleading Verband Hamburg e.V. (AFCV HH) wurde am 21. Dezember 1995 in Hamburg gegründet und ist der Landesfachverband für die Sportarten American Football, Flag Football, Cheerleading und Australian Football. Außerdem ist er Mitglied im Hamburger Sportbund und im American Football Verband Deutschland.
Bis zur Gründung des AFCV HH waren die Hamburger Vereine im AFV Nord (heute AFCV Nord) organisiert, der ursprünglich für alle norddeutschen Bundesländer verantwortlich war.
Der AFCV HH spielt American Football zusammen mit den Landesverbänden Bremen, Niedersachsen und Schleswig-Holstein im Spielverbund Nord und organisiert mit diesen aktuell eine Regionalliga, eine Oberliga und eine Verbandsliga auf der fünften Ligaebene.

## Mitgliedsvereine
- Hamburg Blue Devils
- Hamburg Huskies
- Hamburg Pioneers
- Hamburg Ravens
- Hamburg Swans
- Hamburg United
- Jackrabbits Buxtehude
- Hamburg Wild Tigers

## Erfolge
Deutsche Meisterschaft
- Herren: Hamburg Blue Devils (4×)
- Junioren: Hamburg Blue Devils (1×)
- Flag Football: Hamburg Pioneers (7×)
- Flag Football Indoor: Hamburg Blue Devils (1×)
- Flag Football Junioren: Hamburg Blue Devils (5×)
- Damen: Hamburg Amazons (1×)

## Landesjugendauswahl
Die Landesjugendauswahl des AFCV HH spielt unter dem Namen HAM JAM (Hamburger Jugendauswahlmannschaft). Für die Altersgruppe U18 wird die Mannschaft für das jährlich stattfindende Jugendländerturnier zusammengestellt, welches Hamburg 1999 und 2000 gewinnen konnte.
Optisch tritt die HAM JAM in den Hamburger Landesfarben mit roten Jerseys, roten Hosen und weißen Nummern an.